# Катастрофа Як-42 під Трабзоном
Катастрофа Як-42 під Трабзоном — велика авіаційна катастрофа, що сталася в раннього ранку в понеділок 26 травня 2003 року. Пасажирський авіалайнер Як-42Д української нині неіснуючої авіакомпанії UM Airlines виконував чартерний рейс UF4230 за маршрутом Бішкек — Трабзон — Сарагоса, але при заході на посадку в аеропорті Трабзона літак врізався в гору висотою 1400 метрів за 24 кілометри від Трабзона і в 3,5 км на схід від міста Мачка (Туреччина). Внаслідок авіакатастрофи загинуло 75 осіб — 62 пасажири та 13 членів екіпажу.
Пасажирами літака були 40 військовослужбовців саперного підрозділу елітної бронетанкової дивізії «Брунете», 21 військовослужбовець ВПС Іспанії, які обслуговують іспанську авіагрупу в Афганістані, та один агент цивільної гвардії (воєнізованої поліції); всі вони протягом чотирьох місяців проходили службу у складі Міжнародних сил сприяння безпеці в Афганістані. Серед загиблих були: один підполковник, чотири майори, шість капітанів, п'ять лейтенантів (всього 18 офіцерів), 33 капрали та 11 рядових.

## Пам'ять
- В Іспанії було оголошено дводенну жалобу.
- 26 травня 2004 року на місці аварії літака було відкрито пам'ятник, на якому накреслено імена всіх жертв катастрофи.
- 24 липня 2006 року в місті Мачка було відкрито пам'ятник загиблому екіпажу Як-42.
- Пам'ятник, на якому накреслено імена всіх жертв катастрофи Як-42, є також у місті Сарагоса (Іспанія) на Paseo de la Constitution.